# Jackson Withrow
Jackson Withrow (* 7. Juli 1993 in Omaha, Nebraska) ist ein US-amerikanischer Tennisspieler.

## Karriere

### Collegetennis
Jackson Withrow studierte bis 2016 Business Administration an der Texas A&M University, wo er auch College Tennis spielte. Im Doppel erreichte er 2016 mit seinem Partner Arthur Rinderknech das Finale der US-amerikanischen Collegemeisterschaften. Dort unterlagen sie dem Duo Mackenzie McDonald und Martin Redlicki mit 4:6, 1:6.

### Profitour
Withrow ist hauptsächlich auf der ITF Future Tour und ATP Challenger Tour unterwegs. Dort trat er auch nur im Doppel auf, da er bisher im Einzel nie über die Qualifikation hinauskam. Seinen ersten Erfolg auf der Challenger Tour feierte er mit Austin Krajicek in Maui, als er das Finale gegen Bradley Klahn und Tennys Sandgren gewinnen konnte. Seitdem konnte er drei weitere Challengers gewinnen.
Durch den Erfolg bei den USTA Juniorenmeisterschaften 2011 im Doppel bekam Withrow mit seinem Partner Jack Sock eine Wildcard für den Doppelbewerb der US Open. Dort unterlagen sie in der ersten Runde Mark Knowles und Xavier Malisse. In Cincinnati spielte er wieder an der Seite von Sock, schaffte es jedoch nicht über die erste Runde hinaus. 2017 erhielt er erneut eine Wildcard für die US Open. Diesmal schaffte er gemeinsam mit Austin Krajicek den Einzug in die zweite Runde. Gegen Oliver Marach und Mate Pavić setzte es dann eine klare Niederlage in zwei Sätzen. Im selben Jahr trat Withrow auch im Mixed-Bewerb der US Open an. Mit Nicole Melichar verlor er aber gleich sein Erstrundenmatch.
Am 5. März 2018 erreichte er sein bisheriges Karrierehoch im Doppel der Weltrangliste.

## Erfolge
| Legende (Anzahl der Siege)  |
| Grand Slam                  |
| ATP World Tour Finals       |
| ATP World Tour Masters 1000 |
| ATP World Tour 500 (1)      |
| ATP World Tour 250 (9)      |
| ATP Challenger Tour (14)    |

| ATP-Titel nach Belag |
| Hartplatz (8)        |
| Sand (0)             |
| Rasen (2)            |

### Doppel

#### Turniersiege

##### ATP World Tour
| Nr. | Datum              | Turnier           | Belag         | Partner           | Finalgegner                        | Ergebnis          |
| --- | ------------------ | ----------------- | ------------- | ----------------- | ---------------------------------- | ----------------- |
| 1.  | 25. Februar 2018   | Delray Beach      | Hartplatz     | Jack Sock         | Nicholas Monroe John-Patrick Smith | 4:6, 6:4, [10:8]  |
| 2.  | 25. September 2022 | San Diego         | Hartplatz     | Nathaniel Lammons | Jason Kubler Luke Saville          | 7:65, 6:2         |
| 3.  | 23. Juli 2023      | Newport           | Rasen         | Nathaniel Lammons | William Blumberg Max Purcell       | 6:3, 5:7, [10:5]  |
| 4.  | 30. Juli 2023      | Atlanta (1)       | Hartplatz     | Nathaniel Lammons | Max Purcell Jordan Thompson        | 7:63, 7:64        |
| 5.  | 26. August 2023    | Winston-Salem (1) | Hartplatz     | Nathaniel Lammons | Lloyd Glasspool Neal Skupski       | 6:3, 6:4          |
| 6.  | 3. Oktober 2023    | Astana            | Hartplatz (i) | Nathaniel Lammons | Mate Pavić John Peers              | 7:64, 7:67        |
| 7.  | 15. Juni 2024      | ’s-Hertogenbosch  | Rasen         | Nathaniel Lammons | Wesley Koolhof Nikola Mektić       | 7:65, 7:63        |
| 8.  | 28. Juli 2024      | Atlanta (2)       | Hartplatz     | Nathaniel Lammons | André Göransson Sem Verbeek        | 4:6, 6:4, [12:10] |
| 9.  | 4. August 2024     | Washington        | Hartplatz     | Nathaniel Lammons | Rafael Matos Marcelo Melo          | 7:5, 6:3          |
| 10. | 24. August 2024    | Winston-Salem (2) | Hartplatz     | Nathaniel Lammons | Julian Cash Robert Galloway        | 6:4, 6:3          |

##### ATP Challenger Tour
| Nr. | Datum              | Turnier      | Belag         | Partner           | Finalgegner                       | Ergebnis           |
| --- | ------------------ | ------------ | ------------- | ----------------- | --------------------------------- | ------------------ |
| 1.  | 29. Januar 2017    | Maui         | Hartplatz     | Austin Krajicek   | Bradley Klahn Tennys Sandgren     | 6:4, 6:3           |
| 2.  | 25. Februar 2017   | Morelos      | Hartplatz     | Austin Krajicek   | Kevin King Dean O’Brien           | 6:74, 7:65, [11:9] |
| 3.  | 22. Juli 2017      | Gatineau     | Hartplatz     | Bradley Klahn     | Hans Hach Verdugo Vincent Millot  | 6:2, 6:3           |
| 4.  | 29. Juli 2017      | Granby       | Hartplatz     | Joe Salisbury     | Marcel Felder Gō Soeda            | 4:6, 6:3, [10:6]   |
| 5.  | 3. März 2018       | Indian Wells | Hartplatz     | Austin Krajicek   | Evan King Nathan Pasha            | 6:73, 6:1, [11:9]  |
| 6.  | 16. Juni 2019      | Columbus (1) | Hartplatz     | Roberto Maytín    | Hans Hach Verdugo Donald Young    | 6:74, 7:62, [10:5] |
| 7.  | 21. September 2019 | Columbus (2) | Hartplatz (i) | Martin Redlicki   | Nathan Pasha Max Schnur           | 6:4, 7:64          |
| 8.  | 6. März 2021       | Nur-Sultan   | Hartplatz (i) | Nathaniel Lammons | Nathan Pasha Max Schnur           | 6:4, 6:2           |
| 9.  | 15. Mai 2021       | Heilbronn    | Sand          | Nathaniel Lammons | André Göransson Sem Verbeek       | 6:74, 6:4, [10:8]  |
| 10. | 20. November 2021  | Champaign    | Hartplatz (i) | Nathaniel Lammons | Treat Huey Max Schnur             | 6:4, 3:6, [10:6]   |
| 11. | 16. April 2022     | Sarasota     | Sand          | Robert Galloway   | André Göransson Nathaniel Lammons | 6:3, 7:63          |
| 12. | 9. Juli 2022       | Salzburg     | Sand          | Nathaniel Lammons | Alexander Erler Lucas Miedler     | 7:5, 5:7, [11:9]   |
| 13. | 17. September 2022 | Cary         | Hartplatz     | Nathaniel Lammons | Treat Huey John-Patrick Smith     | 7:5, 2:6, [10:5]   |
| 14. | 19. März 2023      | Phoenix      | Hartplatz     | Nathaniel Lammons | Hugo Nys Jan Zieliński            | 6:71, 6:4, [10:8]  |

#### Finalteilnahmen
| Nr. | Datum              | Turnier  | Belag         | Partner           | Finalgegner                           | Ergebnis           |
| --- | ------------------ | -------- | ------------- | ----------------- | ------------------------------------- | ------------------ |
| 1.  | 11. Februar 2018   | Quito    | Sand          | Austin Krajicek   | Nicolás Jarry Hans Podlipnik-Castillo | 6:76, 3:6          |
| 2.  | 16. Oktober 2022   | Gijón    | Hartplatz (i) | Nathaniel Lammons | Máximo González Andrés Molteni        | 7:66, 6:74, [5:10] |
| 3.  | 14. Januar 2023    | Auckland | Hartplatz     | Nathaniel Lammons | Nikola Mektić Mate Pavić              | 4:6, 7:65, [6:10]  |
| 4.  | 12. Februar 2023   | Dallas   | Hartplatz (i) | Nathaniel Lammons | Jamie Murray Michael Venus            | 6:1, 6:74, [7:10]  |
| 5.  | 4. März 2023       | Acapulco | Hartplatz     | Nathaniel Lammons | Alexander Erler Lucas Miedler         | 6:79, 6:73         |
| 6.  | 26. September 2023 | Zhuhai   | Hartplatz     | Nathaniel Lammons | Jamie Murray Michael Venus            | 4:6, 4:6           |
| 7.  | 29. Oktober 2023   | Wien     | Hartplatz (i) | Nathaniel Lammons | Rajeev Ram Joe Salisbury              | 4:6, 7:5, [10:12]  |

## Abschneiden bei Grand-Slam-Turnieren

### Doppel
| Turnier         | 2011 | 2012 | 2013 | 2014 | 2015 | 2016 | 2017 | 2018 | 2019 | 2020 | 2021 | 2022 | 2023 | 2024 | 2025 | Karriere |
| --------------- | ---- | ---- | ---- | ---- | ---- | ---- | ---- | ---- | ---- | ---- | ---- | ---- | ---- | ---- | ---- | -------- |
| Australian Open | —    | —    | —    | —    | —    | —    | —    | —    | AF   | 2    | —    | 2    | 1    | AF   | 2    | AF       |
| French Open     | —    | —    | —    | —    | —    | —    | —    | 1    | —    | 1    | 1    | AF   | 1    | 1    | 1    | AF       |
| Wimbledon       | —    | —    | —    | —    | —    | —    | —    | 1    | —    |      | 1    | 2    | VF   | AF   | 1    | VF       |
| US Open         | 1    | —    | —    | —    | —    | —    | 2    | 2    | VF   | AF   | 2    | 2    | VF   | HF   |      | HF       |

### Mixed
| Turnier         | 2017 | 2018 | 2019 | 2020 | 2021 | 2022 | 2023 | 2024 | 2025 | Karriere |
| --------------- | ---- | ---- | ---- | ---- | ---- | ---- | ---- | ---- | ---- | -------- |
| Australian Open | —    | —    | —    | —    | —    | —    | —    | 1    | VF   | VF       |
| French Open     | —    | —    | —    |      | —    | —    | 1    | 1    | 1    | 1        |
| Wimbledon       | —    | —    | —    |      | —    | —    | —    | AF   | VF   | VF       |
| US Open         | 1    | —    | AF   |      | 1    | AF   | 1    | AF   |      | AF       |